# St. Blasius (Arberg)

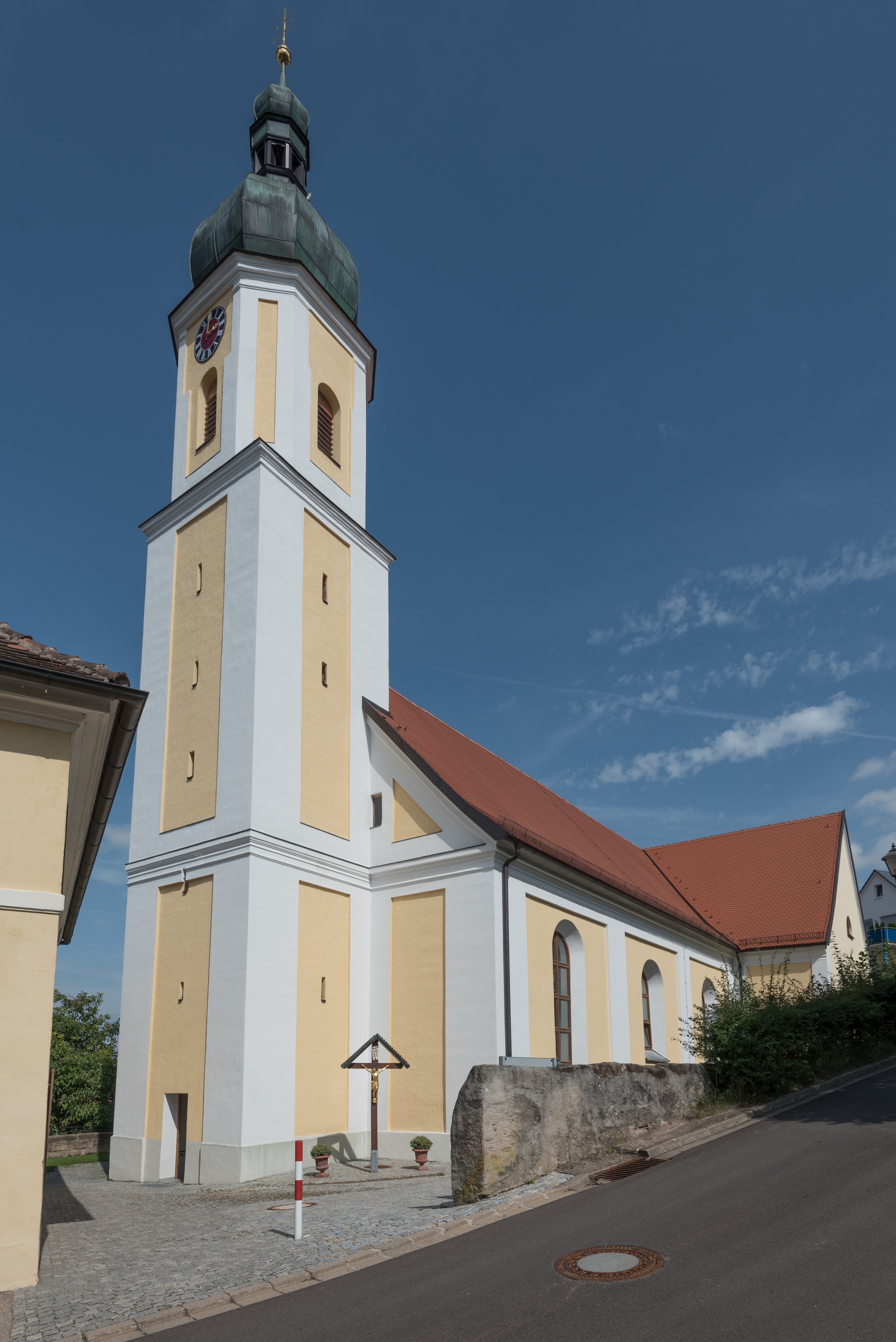
St. Blasius (Arberg)

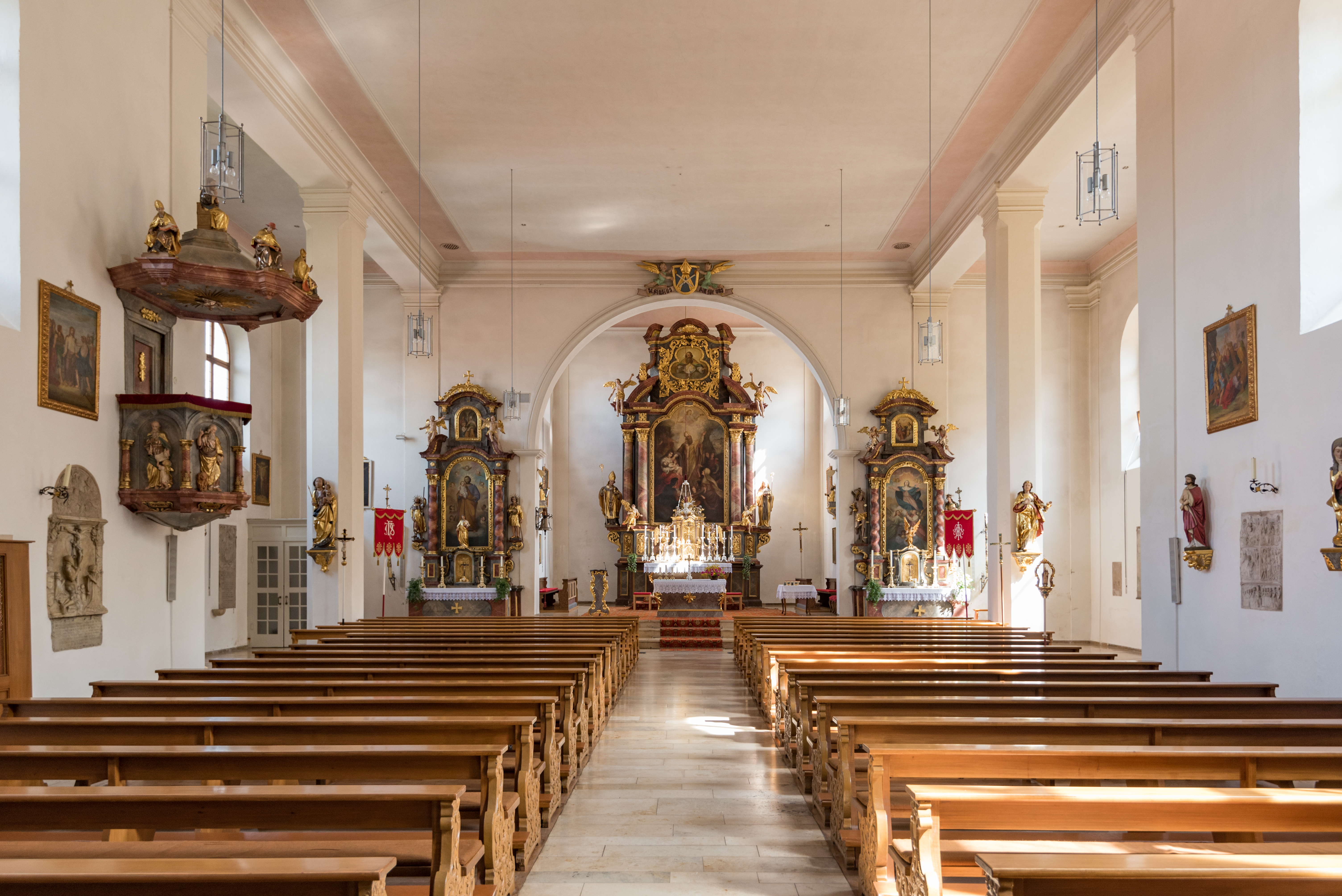
St. Blasius

Die römisch-katholische Pfarrkirche St. Blasius steht im Markt Arberg im Landkreis Ansbach (Mittelfranken, Bayern). Das denkmalgeschützte Bauwerk ist unter der Denkmalnummer D-5-71-113-14 als Baudenkmal in die Bayerische Denkmalliste eingetragen. Die Kirchengemeinde gehört zum Pfarrverband Obere Altmühl-Heide im Dekanat Herrieden des Bistums Eichstätt. Kirchenpatron ist der Hl. Blasius

## Beschreibung
Am 11. April 1709 wurde der Grundstein für eine barocke Saalkirche nach dem Entwurf von Giovanni Battista Camessina gelegt. Die mittelalterlichen Grundmauern des Vorgängerbaus aus dem 13. Jahrhundert wurden beibehalten. Die Kirche wurde am 14. September 1710 durch Johann Adam Nieberlein geweiht. Der Kirchturm im Westen ist durch Lisenen und Stockwerkgesimse gegliedert. Sein oberstes, mit einer Welschen Haube bedecktes Geschoss ist eingezogen und achteckig und beherbergt die Turmuhr und den Glockenstuhl, in dem 2012 vier, von der Glockengießerei Bachert gegossene Kirchenglocken aufgehängt wurden. Das Langhaus aus drei Jochen ist durch Lisenen gegliedert, zwischen denen sich Bogenfenster befinden.
Im Herbst 1936 wurde die Kirche nach Osten erweitert, weil mit dem Anwachsen der Bevölkerung größere sakrale Räumlichkeiten benötigt wurden. Anstelle des bisherigen Chors wurde nach einem Entwurf von Friedrich Haindl ein Querschiff errichtet und ein neuer Chor gebaut. Auf der oberen der zweigeschossigen Empore im Westen steht die Orgel.